# Kabinett Drees I

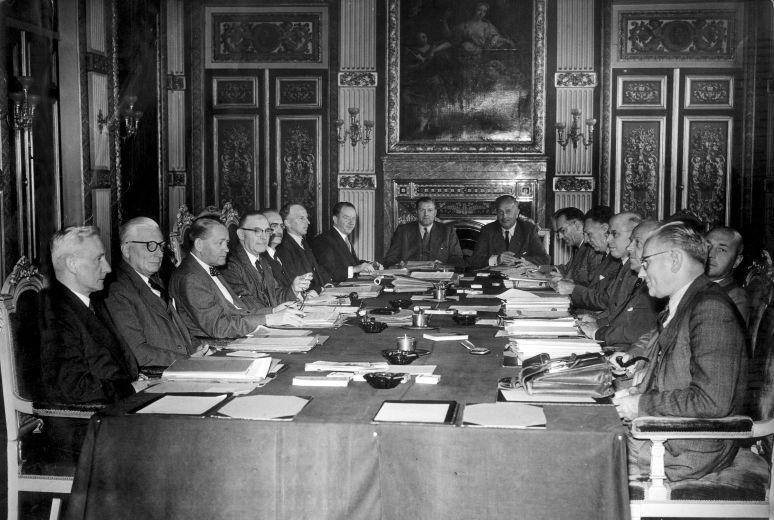
Das Kabinett am 18. August 1952.

Das Erste Kabinett Drees bildete vom 15. März 1951 bis 2. September 1952 die Regierung der Niederlande.
Es handelte sich um eine Koalition aus der sozialdemokratischen PvdA, den christdemokratischen Parteien KVP und CHU und der liberalen VVD.

## Zusammensetzung

### Minister
| Geschäftsbereich/Amt                                      | Minister                                               | Partei |
| --------------------------------------------------------- | ------------------------------------------------------ | ------ |
| allgemeine Angelegenheiten Ministerpräsident              | Willem Drees                                           | PvdA   |
| Äußeres                                                   | Dirk Stikker                                           | VVD    |
| Justiz                                                    | Hendrik Mulderije                                      | CHU    |
| Inneres                                                   | Johannes Henricus van Maarseveen bis 18. November 1951 | KVP    |
| Inneres                                                   | Frans Teulings 21. November bis 6. Dezember 1951       | KVP    |
| Inneres                                                   | Louis Beel ab 6. Dezember 1951                         | KVP    |
| Bildung, Kunst und Wissenschaft                           | Theo Rutten                                            | KVP    |
| Finanzen                                                  | Piet Lieftinck bis 1. Juli 1952                        | PvdA   |
| Finanzen                                                  | William Drees ab 1. Juli 1952                          | PvdA   |
| Krieg Marine                                              | Kees Staf                                              | CHU    |
| Wiederaufbau und Wohnungswesen                            | Joris in 't Veld                                       | PvdA   |
| Verkehr und Wasserwirtschaft                              | Hendrik Hermanus Wemmers                               | CHU    |
| Wirtschaft                                                | Jan van den Brink                                      | KVP    |
| Landwirtschaft, Fischerei und Lebensmittelversorgung      | Sicco Mansholt                                         | PvdA   |
| Soziales/ Soziales und Gesundheit (ab 15. September 1951) | Dolf Joekes                                            | PvdA   |
| Unionsangelegenheiten und überseeische Reichsteile        | Willem Drees bis 30. März 1951                         | PvdA   |
| Unionsangelegenheiten und überseeische Reichsteile        | Leonard Antoon Hubert Peters ab 30. März 1951          | KVP    |
| Minister ohne Geschäftsbereich                            | Frans Teulings                                         | KVP    |
| Minister ohne Geschäftsbereich                            | Guus Albregts                                          | KVP    |

### Staatssekretäre
| Geschäftsbereich                                          | Staatssekretär                           | Partei    |
| --------------------------------------------------------- | ---------------------------------------- | --------- |
| Äußeres                                                   | Nico Blom                                | PvdA      |
| Bildung, Kunst und Wissenschaft                           | Jo Cals                                  | KVP       |
| Krieg                                                     | Harry Moorman                            | KVP       |
| Krieg                                                     | Ferdinand Jan Kranenburg ab 1. Juni 1951 | PvdA      |
| Marine                                                    | Harry Moorman                            | KVP       |
| Soziales/ Soziales und Gesundheit (ab 15. September 1951) | Aat van Rhijn                            | PvdA      |
| Soziales/ Soziales und Gesundheit (ab 15. September 1951) | Pieter Muntendam                         | PvdA      |
| Unionsangelegenheiten und überseeische Reichsteile        | Lubbertus Götzen                         | parteilos |